# Fieldingida
Fieldingida är en ordning av svampdjur. Fieldingida ingår i klassen glassvampar, fylumet svampdjur och riket djur. Enligt Catalogue of Life omfattar ordningen Fieldingida 5 arter. 
Kladogram enligt Catalogue of Life:
| Fieldingida | \| \| Fieldingiidae \| \| \| \| \| \| Uncinateridae \| \| \| \| |
|             | \| \| Fieldingiidae \| \| \| \| \| \| Uncinateridae \| \| \| \| |
|             | Amphidiscosida                                                  |
|             |                                                                 |
|             | Aulocalycoida                                                   |
|             |                                                                 |
|             | Hexactinosida                                                   |
|             |                                                                 |
|             | Lychniscosida                                                   |
|             |                                                                 |
|             | Lyssacinosida                                                   |
|             |                                                                 |
|             | Fieldingiidae                                                   |
|             |                                                                 |
|             | Uncinateridae                                                   |
|             |                                                                 |

|  | Fieldingiidae |
|  |               |
|  | Uncinateridae |
|  |               |